# ひろしま農業協同組合
ひろしま農業協同組合（ひろしまのうぎょうきょうどうくみあい、通称：JAひろしま）は、広島県東広島市に本店を置く農業協同組合。

## 概要
2023年4月1日に広島県内に所在する9農協が合併し、発足。当初の計画案では、県内13農協全ての合流を目指していたが、JA広島市、JA尾道市、JA広島ゆたか、JA福山市の4農協は時期尚早等を理由に参加していない。
合併に当たっては新設合併方式をとり、新設法人が合併に参加する9JAの権利義務のすべてを承継した。
かつての9農協の本所はそれぞれ地域本部として再編され、営業店舗名も「○○支店」の形式に改められる。各地域本部には担当の常務理事が置かれる。なお、2年目以後は各本部は地域営農経済センターに移行。また、各地域本部には総務や金融・共済の事務部署が設置されていたが2年目以降は各エリアの中心支店が統括基幹店になり管轄する。
本店は、旧JA広島中央の本店（東広島市）に置かれる。金融機関コードも旧JA広島中央のもの（7994）を引き継ぐ。
初代の代表理事組合長には、旧JA呉の代表理事組合長を務めた、三戸正宏が就任。

## 沿革
- 2023年（令和5年）4月1日：広島県内の9農協が合併し、設立[1]。
- 2024年（令和6年）
  - 3月23日：令和5年度末での地域本部制度廃止に伴い、一部信用店舗の統合。佐伯中央地域本部支店が宮内支店、安芸地域本部支店が海田市支店、広島中央地域本部支店が西条支店、三原地域本部支店が三原支店、広島北部地域本部支店が吉田支店にそれぞれ統合。
  - 3月25日：大朝支店の金融店舗が北広島町大朝支所内に移転。
  - 4月1日：令和5年度末での地域本部廃止に伴い、地域営農経済センターと統括基幹店に再編。
  - 6月25日：常務理事の田中義彦（旧JA三原元代表理事組合長）が第二代代表理事組合長に就任[5]。

## 事業区域
- 合併に参加しない4農協以外の広島県内全てが営業区域となる。

### 合併農協と管轄区域
- 佐伯中央農業協同組合（廿日市市宮内4473-1）
  - 廿日市市、大竹市
- 安芸農業協同組合（安芸郡海田町窪町8-8）
  - 広島市安芸区（矢野を除く）、安芸郡海田町、熊野町、坂町、呉市押込町
- 呉農業協同組合（呉市西中央1-2-25）
  - 呉市（瀬戸内海沿岸部地域。安浦町、川尻町、豊浜町、豊町除く。）、江田島市
- 広島中央農業協同組合（東広島市西条栄町10-35）
  - 東広島市（安芸津町を除く）、三原市大和町
- 芸南農業協同組合（東広島市安芸津町三津4258-1）
  - 東広島市安芸津町、呉市安浦町・川尻町
- 三原農業協同組合（三原市皆実4-7-28）
  - 三原市（大和町を除く）、竹原市、尾道市瀬戸田町
- 広島北部農業協同組合（安芸高田市吉田町常友1210）
  - 安芸高田市、北広島町の一部(旧大朝町・旧千代田町)
- 三次農業協同組合（三次市十日市東3-1-1）
  - 三次市（甲奴町を除く）
- 庄原農業協同組合（庄原市西本町2-14-1）
  - 庄原市、三次市甲奴町、府中市上下町

## 店舗・事業所
- 本店1箇所、地域統括9箇所、地域営農経済センター9箇所、支店91箇所

## 関連会社
- 株式会社呉コープ
- 株式会社広島中央クミアイ燃料
- 株式会社三次クミアイ燃料
- 株式会社JAアグリ三次
- 株式会社ジェイエイアスク

## 労働組合
- ひろしま農業協同組合労働組合

## 関連人物
- 三戸正宏 - JAひろしま初代代表理事組合長。JA呉元代表理事組合長。
- 児玉浩 - 元安芸高田市長、元広島県議会議員。高田郡農協（後にJA広島北部→JAひろしま広島北部地区）に勤務。
- 箕野博司 - 北広島町長。JA広島北部元理事。千代田町農協（後にJA広島北部→JAひろしま広島北部地区）に勤務。